# Melithaea flabellum
Melithaea flabellum är en korallart som först beskrevs av Thomson och Mackinnon 1910.  Melithaea flabellum ingår i släktet Melithaea och familjen Melithaeidae. Inga underarter finns listade i Catalogue of Life.